# البيت (رواية)
البيت هي رواية رعب شارك في تأليفها الكاتبان فرانك إي بيريتي وتيد ديكر عام (2006). وتربط ارتباطا وثيقا مع سجلات كتب التاريخ عبر كتب برادايس. تم إصدار فيلم مقتبس عن الرواية في 7 نوفمبر عام (2008). وقد كان الفيلم الثالث لفرانك بيرتي والثاني لتيد ديكر المبني على روايتهما.